# Línea Tōzai (Metro de Kioto)
La línea Tōzai (東西線 Tōzai-sen?), perteneciente al Metro de Kioto, conecta las estaciones de Rokujizō, Uji, y de Uzumasa Tenjingawa, Kioto. Se encuentra íntegramente en la prefectura de Kioto. Su símbolo alfabético es T.
Los trenes de las líneas de Keihan entran en circulación en la línea a partir de Misasagi.

## Historia
Después de la Segunda Guerra Mundial, la población en torno a la actual línea Tōzai aumentó en gran medida, por lo que, al no haber un servicio de transporte público, los atascos eran recurrentes. Ante esta situación, el gobierno municipal decidió planear una línea de metro que se uniese a las líneas de Keihan Electric Railway y las obras de construcción comenzaron en 1988. Se tenía prevista su puesta en funcionamiento para el año 1994, pero el descubrimiento de numerosos restos arqueológicos en el subsuelo de Kioto paralizaron las obras en numerosas ocasiones. Finalmente, se inauguraría el tramo entre Daigo y Nijō en 1997 y se enlazaría con las líneas de Keihan. En 2004, esta se amplió hasta Rokujizō y, en 2008, hasta Uzumasa Tenjingawa. Debido al riesgo de Kioto de caer en bancarrota, todos los planes para extender la línea a Nishi-ku han sido paralizados.

## Material móvil
Propiedad del Metro de Kioto
- Serie 50 del Metro de Kioto: No prosigue la circulación por las líneas de Keihan.[5]

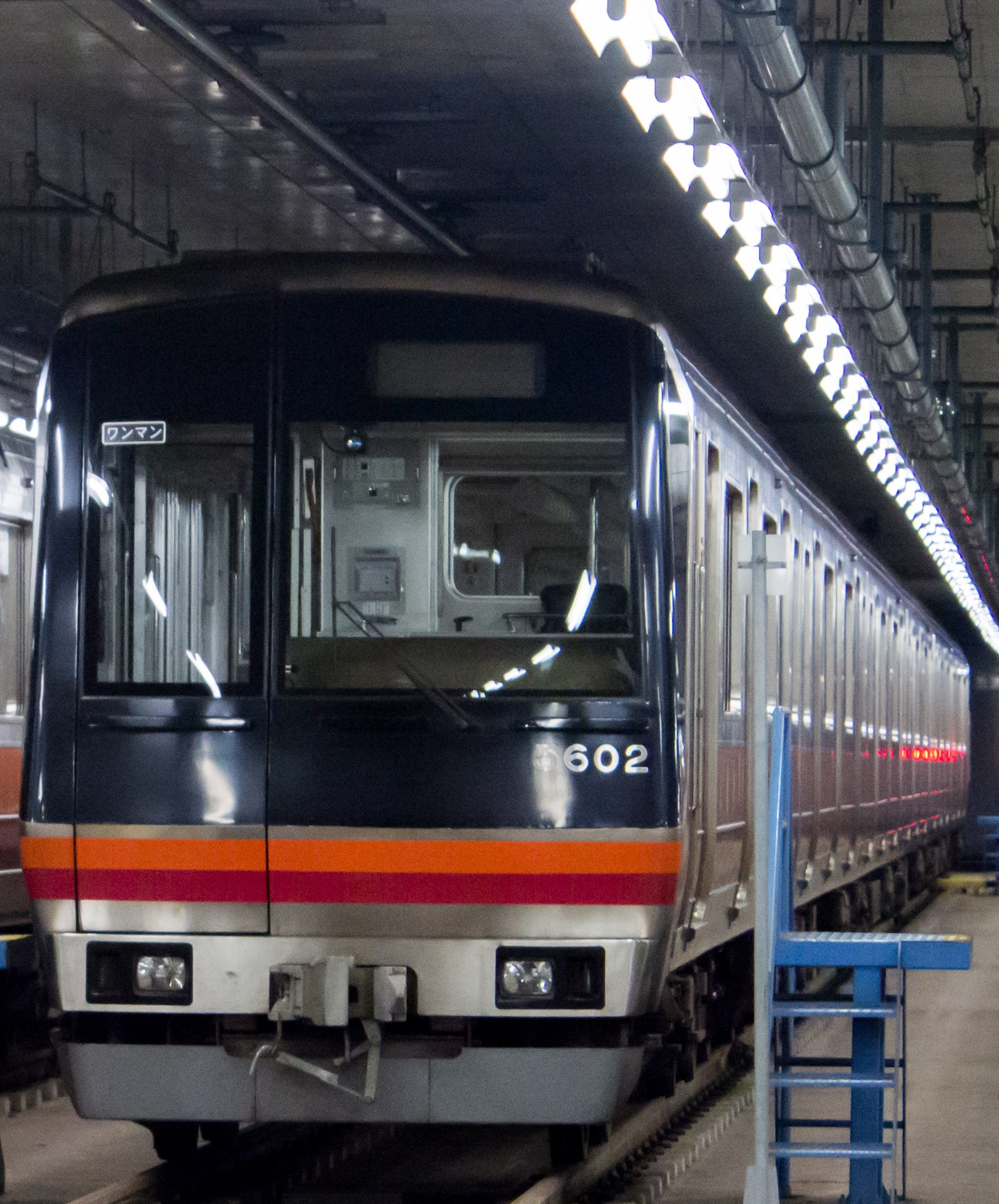
Serie 50

Material de líneas que enlazan con la línea Tōzai 
Propiedad de Keihan

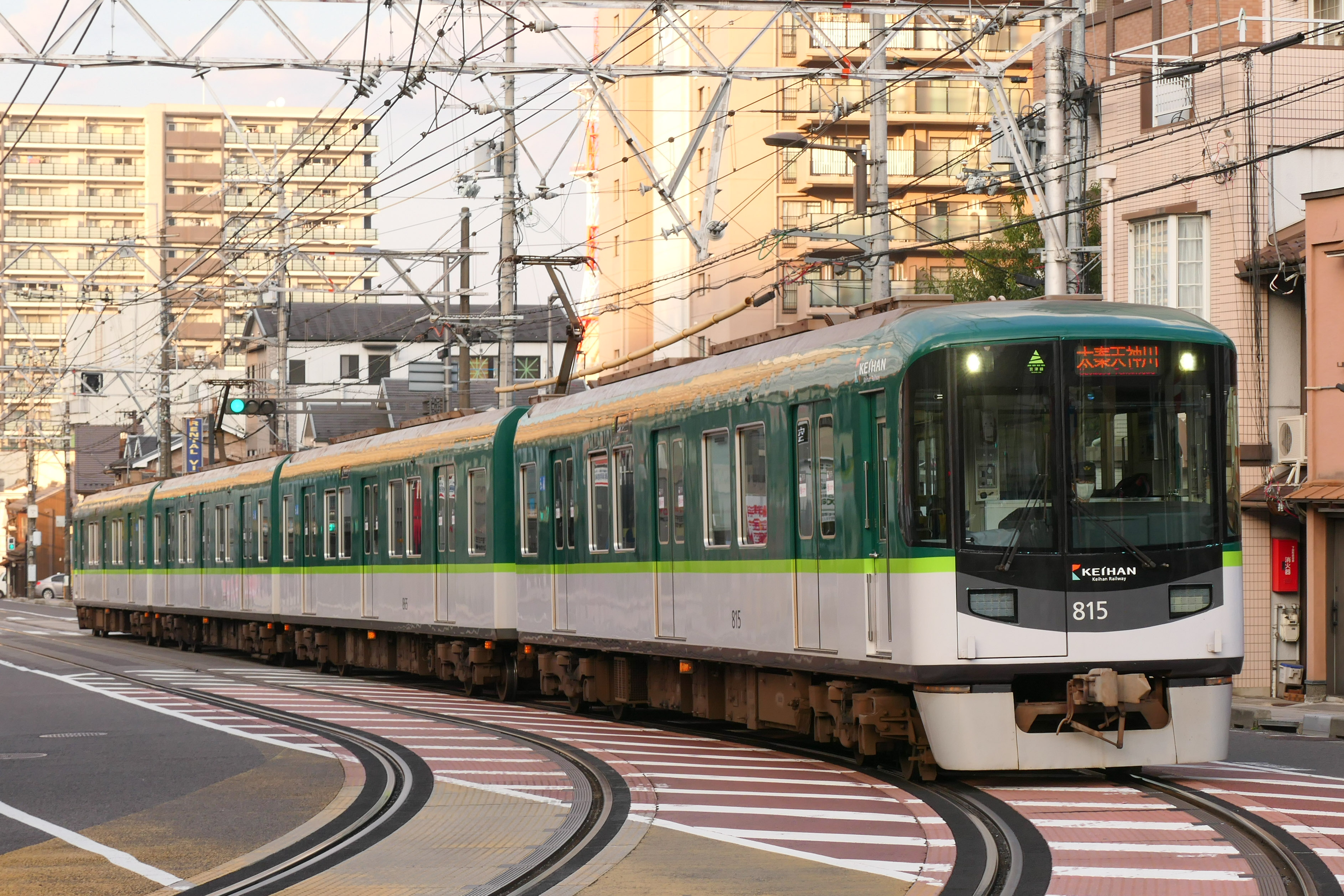
Serie 800 de Keihan

- Serie 800 de Keihan

## Estaciones
| Código | Estación             | Correspondencia | Distrito       | Localidad |
| ------ | -------------------- | --------------- | -------------- | --------- |
| T01    | Rokujizō             |                 | Uji            | Uji       |
| T02    | Ishida               |                 | Fushimi-ku     | Kioto     |
| T03    | Daigo                |                 |                | Kioto     |
| T04    | Ono                  |                 | Yamashina-ku   | Kioto     |
| T05    | Nagitsuji            |                 | Yamashina-ku   | Kioto     |
| T06    | Higashino            |                 | Yamashina-ku   | Kioto     |
| T07    | Yamashina            |                 | Yamashina-ku   | Kioto     |
| T08    | Misasagi             |                 | Yamashina-ku   | Kioto     |
| T09    | Keage                |                 | Higashiyama-ku | Kioto     |
| T10    | Higashiyama          |                 | Higashiyama-ku | Kioto     |
| T11    | Sanjō Keihan         |                 | Higashiyama-ku | Kioto     |
| T12    | Kyōto Shiyakusho-mae |                 | Nakagyō-ku     | Kioto     |
| T13    | Karasuma Oike        |                 | Nakagyō-ku     | Kioto     |
| T14    | Nijōjō-mae           |                 | Nakagyō-ku     | Kioto     |
| T15    | Nijō                 |                 | Nakagyō-ku     | Kioto     |
| T16    | Nishiōji Oike        |                 | Nakagyō-ku     | Kioto     |
| T17    | Uzumasa Tenjingawa   |                 | Ukyō-ku        | Kioto     |